# UFC 219
UFC 219: Cyborg vs. Holm var en MMA-gala som arrangerades av Ultimate Fighting Championship och ägde rum 30 december 2017 i Las Vegas i USA. 

## Resultat
1. ↑  Titelmatch i fjädervikt.
2. ↑  Ursprungligen vinst via enhälligt domslut för Oleksiejczuk. Resultatet ogiltigförklarades efter att Oleksiejczuk fastnat i en dopingkontroll.